# Haradin Bala
Haradin Bala (* 10. Juni 1957 in Glogovac, SFR Jugoslawien, heute Kosovo; † 31. Januar 2018 nahe Drenas) war ein Mitglied der UÇK, Kommandant des Gefangenenlagers Lapušnik und verurteilter Kriegsverbrecher.

## Leben
Bala wurde vom Internationalen Strafgerichtshof für das ehemalige Jugoslawien schuldig gesprochen, Kriegsverbrechen und Verbrechen gegen die Menschlichkeit gegen Serben und Albaner verübt zu haben. Sein Prozess endete am 30. November 2005 und er wurde zu einer Freiheitsstrafe von 13 Jahren verurteilt.
Bala, der ein Kommandant im Gefangenenlager Lapušnik war, wurde in den Anklagepunkten der Verfolgung aus politischen, rassischen und religiösen Gründen, der grausamen Behandlung, Mord, Vergewaltigung sowie für seine Rolle bei der Erhaltung und Durchsetzung der unmenschlichen Zustände im Lager und der Ermordung serbischer Zivilisten in den Beriša-Bergen, am 25. Juli 1998, für schuldig gesprochen.
Am 25. Juli gab die UÇK das Lager auf, als die jugoslawischen Streitkräften ihren Vormarsch auf Lapušnik begannen. Obwohl die genaue Zahl der Insassen nicht bekannt ist, ist bekannt, dass mindestens 23 Häftlinge getötet wurden. Neun von ihnen wurden in den Bergen von Haradin Bala und zwei weiteren Wachen ermordet.
Er wurde 2013 vorzeitig aus der Haft entlassen und starb am 31. Januar 2018 nahe Drenas/Glogovac.